# وكسفورد هاربور

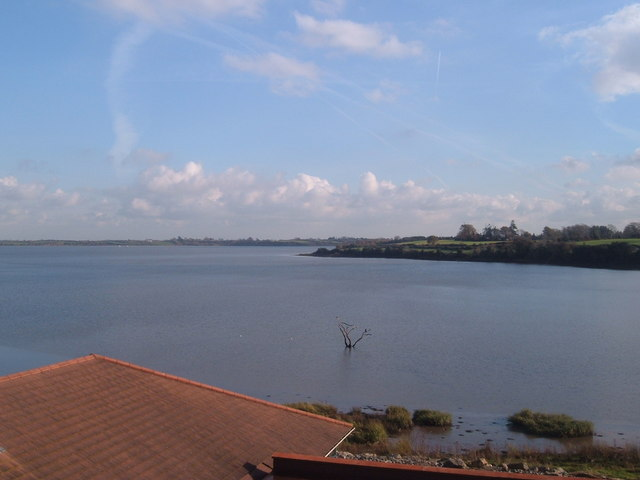
ميناء ويكسفورد

وكسفورد هاربور (بالأيرلندية: Loch Garman) في مقاطعة ويكسفورد، أيرلندا هو ميناء طبيعي عند مصب نهر سلاني. فيما مضى، كانت المنطقة التي يشغلها الميناء أكبر بكثير مما هي عليه اليوم، وتصل إلى عرض عشرة أميال (16 كم) في أوسع نقطة، مع مسطحات الطين الكبيرة على كلا الجانبين. وتعرف هذه باسم سلوب الشمالية وسلوب الجنوبية من الكلمة الايرلندية سلاب-slab، وهذا يعني الطين. كانت تحتوي على عدة جزر، وكانت جزيرة بيجيرين الكبيرة معروفة بأنها ملاذ آمن للمستوطنات المسيحية المبكرة.

## روابط خارجية
- تاريخ ويكسفورد هاربور